# Спасо-Преображенский собор (Тамбов)
Спасо-Преображенский собор — православный храм в Тамбове, кафедральный собор Тамбовской митрополии и епархии Русской православной церкви. Первый каменный храм города и старейший храм Тамбовской области.

## История
Деревянная Преображенская церковь была построена в Тамбове в год его основания (1636). Строительство на её месте кирпичного собора (по образу и подобию Успенского собора в Рязани) началось в 1694 году епископом тамбовским Питиримом, но было окончено только в 1783 году на средства местного купца Матвея Бородина. Роспись интерьера затянулась до 1803 года.
В октябре 1809 году епископ Феофил (Раев) предложил тамбовской духовной консистории, чтобы она вменила соборянам в непременную обязанность постройку новой колокольни на месте приходящей в ветхость деревянной. Строительство началось через два года. В 1812 или 1817 году в десяти саженях от собора вместо старой завершено возведение каменной колокольни «о трёх ярусах, с палаткою и фонарём» высотою 42,5 м.
Дореволюционный храм, служивший усыпальницей архиереев, привлекал паломников мощами святителя Питирима и написанными им иконами. В начале XX века его посещали император Николай II (7 (20) декабря 1914 г.), великая княгиня Елизавета Фёдоровна, святой праведный Иоанн Кронштадтский.
С 1929 года в здании собора размещался Тамбовский областной краеведческий музей. Колокольня разобрана в 1931—1932 гг. Постановлением Облисполкома № 309 от 14 мая 1974 г. ансамбль взят под охрану государства как памятник местного значения.
18 августа 1991 года Тамбовский областной совет народных депутатов принял решение № 196 «О передаче бывшего Спасо-Преображенского собора в пользование верующим». 4 августа 1993 г. поднят крест на главный купол. 6 августа архиепископ Евгений освятил престол нижнего храма. 8 августа 1993 года в собор возвращены мощи небесного покровителя города и земли Тамбовской святого Питирима (в нижнем храме), а также святыни: фелонь святителя, подаренная царём Алексеем Михайловичем.
В 1993 году кафедральный собор возвращён Тамбовской епархии. Передача была окончательно завершена во время первого визита Патриарха Алексия II в Тамбов. 16 марта 1994 г. зарегистрирована религиозная община собора.
Вечером 9 августа 2002 г. патриарх Алексий II совершил всенощное бдение в соборе. 10 августа, в день памяти святителя Питирима, епископа Тамбовского, совершил Божественную литургию и возглавил праздничный крестный ход. В дар кафедральному собору Патриарх передал аналойный образ Преображения Господня.
Колокольня была воссоздана в 2011 году по старинным фотографиям и обмерам. При этом она из трёхъярусной, какой была исторически, превратилась в четырёхъярусную. В 2014 г. рядом с собором был открыт памятник святителю Питириму работы А. Рукавишникова.

## Святыни
31 августа 2014 года патриарх Московский и всея Руси Кирилл передал Спасо-Преображенскому собору список иконы Божией Матери «Всецарица» и рассказал о чуде, связанном с ней. «Я лично знаю близко одного человека, который молился перед этим образом и был исцелён, имея четвёртую степень ракового заболевания. И живёт этот человек, забыл о своем недуге, потому что Царица Небесная от образа своего „Всецарица“ простёрла над ним свою длань», — сказал патриарх после литургии. Он рассказал, что привёз список иконы «Всецарица» в Тамбов, чтобы этот образ украшал кафедральный собор и чтобы люди, которые страдают онкологическими заболеваниями, с глубокой верой обращались к Богородице и получали исцеление.